# Gerde Rasz
Gerde Rasz – wieś w Iranie, w ostanie Azerbejdżan Zachodni, w szahrestanie Mijandoab. W 2006 roku liczyła 1344 mieszkańców.